# Titus Labienus
Titus Labienus (mogelijk Cingulum, ca. 99 v.Chr. – Munda, 17 maart 45 v.Chr.) was een Romeins militair. Hij dankt zijn bekendheid vooral aan het feit dat hij tijdens de Gallische Oorlog de Romeinse bevelhebber Julius Caesar terzijde stond. Labienus diende onder andere als legatus legionis. Dit hield in dat hij bij afwezigheid van Caesar diens taken overnam. Hij maakte zich ook verdienstelijk bij het neerslaan van het verzet van een flink aantal Gallische stammen.

## Vroege carrière en familie
Redenerend vanuit het feit dat zijn pretorschap in 60 of 59 voor Christus was, werd Titus Labienus waarschijnlijk in 99 of 98 voor Christus geboren. Veel bronnen suggereren dat hij uit de stad Cingulum in Picenum kwam. Zijn familie bezat de ridderlijke status. Zijn eerste inzet in het Romeinse leger was ca. 78-75 v.Chr. in Cilicië onder Publius Servilius Vatia Isauricus.
Labienus knoopte waarschijnlijk al vroeg banden aan met Pompeius, mogelijk toen deze een tijd lang beschermheer van de regio Picenum was.
Titus Labienus was de vader van Quintus Labienus, die zich later zou aansluiten bij de Parthen.

## Volkstribuun, proces tegen Gaius Rabirius
In het jaar 63 v.Chr. bekleedde Titus Labienus de functie van volkstribuun. Hij had nauwe banden met Pompeius. Gaius Julius Caesar werkte ook nauw met Pompeius samen. Hierdoor kregen Caesar en Labienus af en toe met elkaar te maken. Deze interacties legden de basis voor wat uiteindelijk zou uitgroeien tot een vriendschap tussen Labienus en Caesar.
Op instigatie van Caesar klaagde Labienus Gaius Rabirius aan wegens hoogverraad (perduellio) voor de moord op de tribuun Lucius Appuleius Saturninus en op zijn oom Titus Labienus in 100 v.Chr. Het doel van dit proces was om het principe van het zogenaamde "definitieve besluit van de Senaat" (senatus consultum ultimum) in diskrediet te brengen. De senatus consultum ultimum was een noodmaatregel van de senaat die vaak gebruikt werd tegen de Populares en de Romeinse volksvergaderingen. Labienus gebruikte de verouderde procedure van de duumviri, die stamde uit de begintijd van de republiek, tegen Rabirius.
Deze procedure omzeilde het normale strafrecht en maakte het mogelijk om Rabirius zonder verdediging te berechten. Aangezien volkstribunen onaantastbaar waren werd het als een de goden onwelgevallige daad gezien een volkstribuun te doden. De bestraffing van de dader werd meer als een zuivering gezien om de goden weer in een gunstige stemming te brengen, dan als een juridisch proces. De moord op en volkstribuun werd als een zo diepgaande bezoedeling gezien dat een normaal strafproces niet nodig was. Onmiddellijke zuivering was nodig om de toorn van de goden te voorkomen. De duumviri werden aangesteld om de aangeklaagde te beschuldigen onder het mom van overduidelijke schuld en moesten de dader zuiveren door middel van geseling.
Rabirius ging in beroep bij de "Comitia centuriata". Cicero voerde zijn verdediging. Voordat de vergadering echter kon stemmen maakte Metellus Celer gebruik van zijn bevoegdheden als augur. Hij gaf aan kwade voortekenen te hebben waargenomen en streek de vlag op het Janiculum. Hierdoor moest het proces uitgesteld worden. Rabirius werd uiteindelijk tot ballingschap veroordeeld, omdat hij niet in staat was om een onredelijk hoge boete te betalen.
In hetzelfde jaar won Labienus een referendum om de verkiezingen van de pontifices aan het volk over te laten. Dit bezorgde Caesar indirect de waardigheid van de pontifex maximus, door zijn ondersteuning van Labienus in deze zaak (Dio Cassius XXXVII. 37).
Labienus was meer een militair dan een politicus. Hij gebruikte zijn ambt vooral als een middel om zichzelf voor een hoog militair commando te positioneren. Na zijn termijn als volkstribuun diende Labienus als legaat voor Caesar in Gallië.

## Tweede man onder Caesar in Gallië
Tijdens Caesars campagne in Gallië fungeerde Labienus als onderbevelhebber. Hij was de enige legaat die door Caesar bij naam werd genoemd in zijn geschriften over zijn eerste campagne. Labienus was een ervaren cavaleriecommandant en wordt door sommige geschiedkundigen als een militair genie beschouwd. Hij was op tactisch gebied de evenknie van Caesar. Maar Caesar kreeg als imperator het krediet voor veel van de prestaties van zijn ondergeschikten, in het bijzonder die van Labienus.
Labienus voerde in 58 v.Chr. het commando over de winterkwartieren in Vesontio. Hij had, als zijn legatus pro praetore, ook het volledige commando over de legioenen in Gallië tijdens Caesars afwezigheid, toen deze recht moest spreken in Gallia Cisalpina alsook tijdens de tweede campagne van Caesar in Britannia in 54 v.Chr.
Tijdens de Belgische campagne in 57 v.Chr. speelde Labienus een beslissende rol in de belangrijke slag aan de Sabis.  tegen de Atrebati en Nerviërs. Labienus, die het 9e en het 10e legioen commandeerde, versloeg de tegenover hem staande strijdmacht van de Atrebati en stootte tot in het vijandelijke kamp door. Van daaruit liet hij het 10e legioen de Nerviërs, die op dat moment in hevige strijd waren met de rest van het leger van Caesar, in de rug aanvallen. Door deze actie besliste Labienus de slag aan de Sabis in Romeins voordeel en stelde hij de overwinning voor Caesar veilig.
Op Labienus' conto wordt ook de overwinning op de Treveri onder Indutiomarus geschreven. Labienus bracht met zijn leger dagen door in een versterkt legerkamp, terwijl Indutiomarus hen dagelijks lastigviel in een poging tot intimidatie en demoralisatie. Labienus wachtte echter op het juiste moment, toen Indutiomarus en zijn troepen op een weinig georganiseerde manier naar hun kamp terugkeerden. Hij zette zijn cavalerie in door plotseling twee poorten van zijn eigen legerkamp te openen. Hij gaf zijn cavalerie de opdracht om eerst Indutiomarus te doden en daarna de troepen van de Treveri die op achterstand waren geraakt.
Labienus' mannen waren succesvol en met de dood van hun leider werd het leger van de Treveri uiteen geslagen. De strijdmacht van Treveri hergroepeerde zich later onder leiding van familieleden van Indutiomarus en trok op tegen Labienus. De Treveri zetten een kamp op aan de tegenoverliggende oever van de rivier de Moezel, daar versterkingen van de Germanen afwachtend. Labienus veinsde een terugtocht en verleidde zo de Treveri om de rivier over te steken. Daarna draaide hij zich om en liet zijn mannen aanvallen. Omdat zij nu in zeer nadelige positie bevonden, werden de Treveri die de rivier waren overgestoken gedecimeerd. Na het horen van dit voor hen slechte nieuws, trokken de Germaanse versterkingen van de Treveri zich terug.
Labienus' overwinning op de Parisii in Lutetia is een ander voorbeeld van zijn tactisch genie. Door vijf cohorten terug naar Agedincum (Sens) te sturen, en zelf de Sequana (Seine) over te steken met drie legioenen, leidde hij de vijand om de tuin. De Parisii dachten dat hij zijn leger verdeelde en dat hij de rivier op drie verschillende locaties overstak. Het vijandelijk leger splitste zich in drieën en achtervolgde Labienus. De hoofdmacht bond de strijd aan met Labienus. Deze omsingelde vervolgens de Parisii met de rest van zijn legioenen. Hij vernietigde daarna de versterkingen met zijn cavalerie.
In september 51 v.Chr. benoemde Caesar Labienus tot gouverneur van Gallia Cisalpina.

## Commando onder Pompeius in de Romeinse burgeroorlog
Toen in 49 v.Chr. in Rome de burgeroorlog tussen Pompeius en Caesar uitbrak, koos Labienus echter niet de kant van Julius Caesar, maar van diens rivaal Pompeius. Aan de Pompeiaanse kant werd hij enthousiast verwelkomd. Hij bracht 3.700 Gallische en Germaanse ruiters met zich mee. Pompeius benoemde Labienus tot commandant van de cavalerie.
In het boek Biography of Titus Labienus, Caesar’s Lieutenant in Gaul merkt Tyrrell op dat veel moderne historici Labienus' acties als een verraad door Labienus van Caesar beschrijven en niet aarzelen om hem als "deserteur" of "renegaat" te betitelen - dit mogelijk als gevolg van hun voorliefde voor Caesar. Tyrrell erkent dat Labienus' keuze ook kan worden beschreven als die van een man die "zich aansloot bij de legitieme regering van zijn land in haar strijd tegen een revolutionaire proconsul die zijn eigen dignitas boven die van zijn land plaatste" (Tyrrell, 36). Tyrrell wijst er verder op dat "Labienus bij elke gelegenheid zijn capaciteiten voor een onafhankelijk commando had bewezen".
Labienus probeerde Pompeius ervan te overtuigen om zich in Italia tegen Caesar te weer te stellen en zich niet terug te trekken naar Hispania (het Iberisch schiereiland) om daar te hergroeperen. Hij claimde dat Caesars leger na zijn campagnes in Gallië verzwakt was.
Heel succesvol was zijn bijdrage in de burgeroorlog echter niet. Na de nederlaag bij de slag bij Pharsalus vluchtte hij naar Corcyra (Korfoe). Na de door Pompeius verloren slag bij Thapsus (46 v.Chr.) vluchtte Labienus naar Africa. Hij schiep vertrouwen bij de aanhangers van Pompeius door hen voor te liegen dat Caesar in de slag bij Pharsalus een dodelijke wond had opgelopen.
In de slag bij Ruspina (46 v.Chr.) wist Titus Labienus een licht voordeel op Caesar te behalen. Door zijn strijdmacht in dichte formatie op te stellen, gaf hij Caesar de indruk dat hij alleen de beschikking over infanterie had. Hierdoor was hij in staat om Caesars cavalerie in de pan te hakken en Caesars leger te omsingelen. Hij was echter niet in staat om Caesars leger te verslaan en werd gedwongen om het slagveld te verlaten.
Na de nederlaag bij de slag bij Thapsus sloot hij zich bij Gnaeus Pompeius Magnus minor in Hispania aan. Kort daarop vond Labienus in 45 v.Chr. in de slag bij Munda de dood. De slag bij Munda vond plaats tussen de legers van Caesar en van de zonen van Pompeius. Koning Bogud, een bondgenoot van Caesar, benaderde met zijn leger de Pompeianen in hun achterzijde. Toen Labienus, commandant van de cavalerie van de Pompeianen, dit zag, nam hij de cavalerie uit de voorhoede weg om Bogud en zijn troepen aan te vallen. De Pompeiaanse legioenen interpreteerden dit echter als een vlucht en raakten ontmoedigd. Zij braken de rangen. In het Pompeiaanse leger vielen tijdens de vlucht grote aantallen slachtoffers. Deze nederlaag was beslissend en maakte een einde aan de Romeinse burgeroorlog. Labienus werd tijdens deze slachtpartij gedood. Hij werd begraven, maar volgens Appianus (BC 2.105) werd zijn hoofd naar Caesar gebracht.

## Krijgsheer zonder eigen leger
Labienus kon zich op het slagveld gemakkelijk met Caesar meten. Hoewel hij in 59 of 68 v.Chr. een pretorschap had bekleed, bleef een consulschap met een daarbij horend provinciaal leger uit. Een gezamenlijk consulaat met Caesar zou het machtsevenwicht tussen hen niet wezenlijk hebben veranderd. Antonius' verkiezing tot het auguraat, de eerste stap naar het consulaat, liet de richting van Caesars bedoelingen zien. Caesars vijanden hielden een nieuwe kans op een eigen leger voor Labienus tegen. Drie jaar later kon hij er prat op gaan dat hij de loyaliteit van zijn troepen had gewonnen (BAf. 19.3).” Meer kan men niet bereiken."

## Rol in hedendaagse fictie
Labienus speelt een rol in de The Gods of War, een roman van de Britse auteur Conn Iggulden. Hij was ook een belangrijk bijfiguur in de latere Masters of Rome romans van de Australische schrijfster Colleen McCullough. In deze romans komt hij voor het eerst voor in het proces tegen Rabirius. Dit proces wordt meestal gezien als georkestreerd door Caesar, als reactie op het besluit van Cicero om verschillende van de samenzweerders van Catilina zonder vorm van proces te executeren, terwijl de "senatus consultum ultimum" van kracht is – in plaats van als een voorafgaande waarschuwing tegen een dergelijke actie voordat dit decreet daadwerkelijk was ingesteld. Labienus krijgt het dan moeilijk, omdat hij bij Pompeius in ongenade valt vanwege een affaire die hij met diens Piceense vrouw Mucia Tertia zou hebben gehad. Hij wordt afgeschilderd als een zeer capabele, maar felle en wrede soldaat en bevelhebber, die veldslagen in Gallië briljant wint, maar door de wreedheid in deze veldslagen de Gallische bondgenoten van Caesar vervreemdt, wat nieuwe gevechten uitlokte.
McCullough heeft een enigszins andere interpretatie van de gebeurtenissen en laat Caesar de beslissing nemen om Labienus te laten vallen, in plaats van dat Labienus de kant van Pompeius koos. Caesar verloochent Labienus in McCulloughs romans als het tot de burgeroorlog komt, omdat Labienus te wreed en onvoorspelbaar zou zijn.
Labienus komt ook voor in het BBC One docudrama Ancient Rome: The Rise and Fall of an Empire.

## Voetnoten
1. 1 2  Tyrrell(3)
2. ↑  In het huidige Turkije.
3. ↑  Tyrrell(4)
4. ↑  Tyrrell(9)
5. ↑  Tyrrell(19)
6. ↑  Commentarii de bello Gallico (5.8)
7. ↑  Nabij het huidige Saulzoir.
8. ↑  BG (2.23)
9. ↑  BG (2.26)
10. ↑  BG (5.57)
11. ↑  BG(6,8)
12. ↑  BG (7,61)
13. ↑  BG (7,62)
14. ↑  BG(8.52)
15. ↑  M. Tullius Cicero (Fam, 16.12)
16. ↑  Tyrrell blz. 31
17. ↑  Sextus Julius Frontinius: Strategems Boek II
18. ↑   Bellum Africum, Boek 41
19. ↑  Dio (43,38)
20. ↑  Tyrrell, "Labienus' Departure from Caesar in January 49 B.C "Historia 21 (1972), blz. 224-40